# なずなよなずな
『なずなよなずな』は、大島弓子による日本の漫画作品。『週刊少女コミック』（小学館）に1974年13号から18号に連載された。単行本は全1巻（白泉社、白泉社文庫）。
『大島弓子選集』刊行時に、原稿が揃っていないことと、同じ作者の作品、『ヨハネがすき』と主題がかぶるという理由で収録が見合わされ、その後、長い間、作者自身からも忘れ去られていた作品である。作者が引っ越しをする際にばらばらの原稿が発見され、同じページの原稿が何枚もあり、話の順序を並べるのに苦労したという。白泉社文庫に収録されたのが2021年現在のところ、唯一の単行本である。

## あらすじ
桜園高校の2年生、ももはバス登校の途中で痴漢にあい、同時に生徒手帳を落としてしまう。ももの親友のよもぎも同じバスの中で、ももに見せるはずだった育児と出産の本をなくしてしまった。その日、クラスに芹なずなという美少年が転入し、彼が犯人だと思い込んだももは彼を更生させようと試みるが、なずなの家を訪れたももは、なずなが一人の妹と4人の弟を育てていることを知る。なずなはももの手帳を盗んだのは、名前と顔を確かめるためであり、なずなを現在住んでいる家の、冷血漢の父親から解放しようとしたかったからだと語る。

## 登場人物
もも
主人公。桜園高校の理事長の一人娘で、風紀委員。高校2年生。その年の冬に初潮を迎えている。バスの中で痴漢に遭遇し、生徒手帳をなくしたことで退学届を書こうとするが、転入早々、葛原しげる作詞・宮城道雄作曲の「ろばさん」を無邪気に歌うなずなの姿を見て、更生が可能であると思い、なずなを犯罪者扱いする同級生のはこべと対立する。なずなに下のきょうだいたちを施設に預けるよう勧めるが、なずなから拒否される。幼少期に母親が学校のことに気をかまけている父親を捨てて、別の男性と駆け落ちするのを見て、父親の守っている学校に携わり、父親のように清く正しく美しく生きることを約束するが、庭に埋めた母親の手記に、「ろばさん」の歌が記されているのに驚かされる。
芹なずな（せり なずな）
もう一人の主人公。ももが痴漢に遭った日に転入してくる。ナップサックに末の弟の五郎を連れ歩いている。両親が存命中は不良で、ガールフレンドと遊び歩くような生活を送っていた。上述のようにももを冷血漢の父親から連れ出すためであり、ももを強制的に自分の家に連れて行ったりもした。実は、なずなの父親はももの母親の再婚相手であり、なずなの妹や弟たちはももの腹違いの肉親にあたる。ももも含めて、おなじきょうだいとして見ている、と語っていた。
芹すずな
なずなの妹。愛称はスウ。兄が不在の時は五郎以外の弟の面倒を見ている。兄のことを、ときどき母さまになる、とももに語っている。
芹次郎・三郎・四郎・五郎
なずなの弟たち。五郎のみ、ナップサックでなずなに連れられて、一緒に登校している。ももの生徒手帳などが見つかったのも、五郎のはいったナップサックの中だった。
御形はこべ（ごぎょう はこべ）
ももの同級生で、長髪の眼鏡男子。鬼警部の一人息子。なずなに反感を抱き、ももに猥褻行為を行ったものとして糾弾しようとしていた。なずなの前の学校での評判を調べ上げ、なずなと殴り合いの喧嘩をする。ももに、なずなの正体を伝えており、二度目のなずなとの喧嘩の際に、理事長より停学処分を受けている。
仏座よもぎ（ぶつざ よもぎ）
ももの同級生で、親友の大人びた少女。長髪でカールのかかった髪型をしている。風紀委員だが、停学2回、化粧品で校則にひっかかっており、かなりの不良少女。ももの初潮の際に、生理用品の使い方を教えている。実は、ももの父親の理事長にひそかに恋しており、化粧もそのためだった。
桜園高校の理事長
ももの父親。なずな転入直後、校則を厳しくしている。ももの母親とは同じ大学の学生で、両思いであったが、些細な喧嘩をした際に、学友の芹と再会し、不倫をした妻を咎めようとはしなかった。財政が逼迫していた学院を立て直すために、ももの母親の実家の資産が必要だった、とももの母親は思い込んでいたが、実は学院と家族とを両方とも大切にしようとしていた。学院の桜の木を切り倒そうとして、ももに猛反対される。なずなたちを引き取ろうとしたが、既になずなたちの姿はなかった。
桜園高校の校医
教室で失神したももに、なずなからの伝言を伝え、理事長にはその際のことを生理によるものであると説明している。

## 解説
福田里香は、大島弓子は男子が子供を育てる物語を繰り返し描いており、『鳥のように』や本作はその原型であり、到達点は『ヨハネがすき』で、変形版として『綿の国星』があり、羅川真里茂の『赤ちゃんと僕』や青桐ナツの『flat』、槙ようこの『愛してるぜベイベ★★』、宇仁田ゆみの『うさぎドロップ』、あずまきよひこの『よつばと!』などにもその遺伝子を感じるという。BL作品でも、井上佐藤の『子連れオオカミ』、明治カナ子の『坂の上の魔法使い』、雲田はるこの『野ばら』、岡田屋鉄蔵の『テルペノイド』などもその系譜だろうと語っている。

## 同時収録作品

### ロジオン ロマーヌイチ ラスコーリニコフ -罪と罰より-
『別冊少女コミック』1974年1月号から3月号にかけて連載。フョードル・ドストエフスキーの『罪と罰』の漫画化作品。

## 単行本
- 『なずなよ なずな』白泉社、白泉社文庫、全1巻（2002年6月19日刊）
  - 収録作品 -『なずなよ なずな』・『ロジオン ロマーヌイチ ラスコーリニコフ -罪と罰より-』・『キララ星人応答せよ』